# Liste des cours d'eau des Ardennes
Pour un article plus général, voir Ardennes (département).

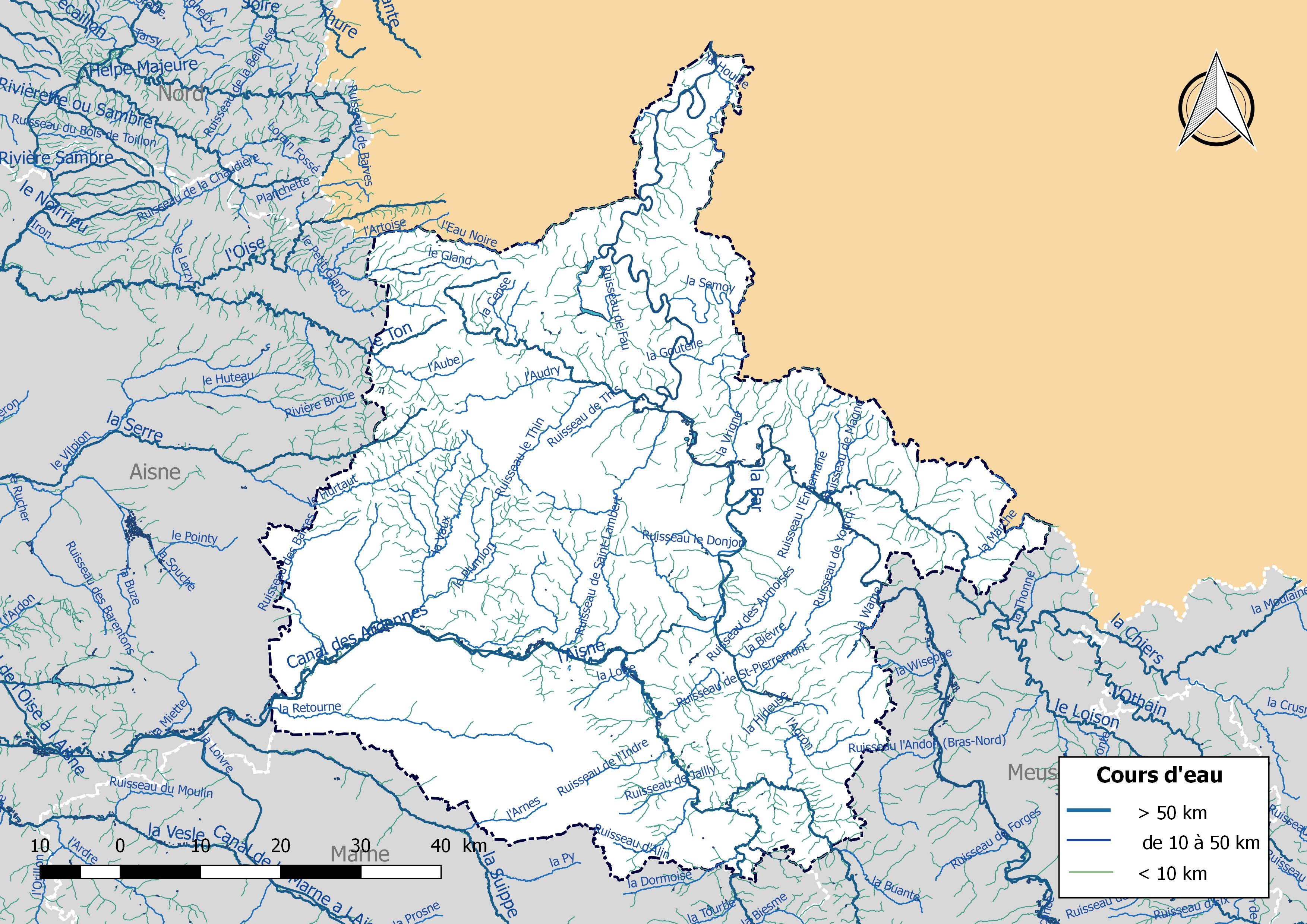
Réseau hydrographique du département des Ardennes.

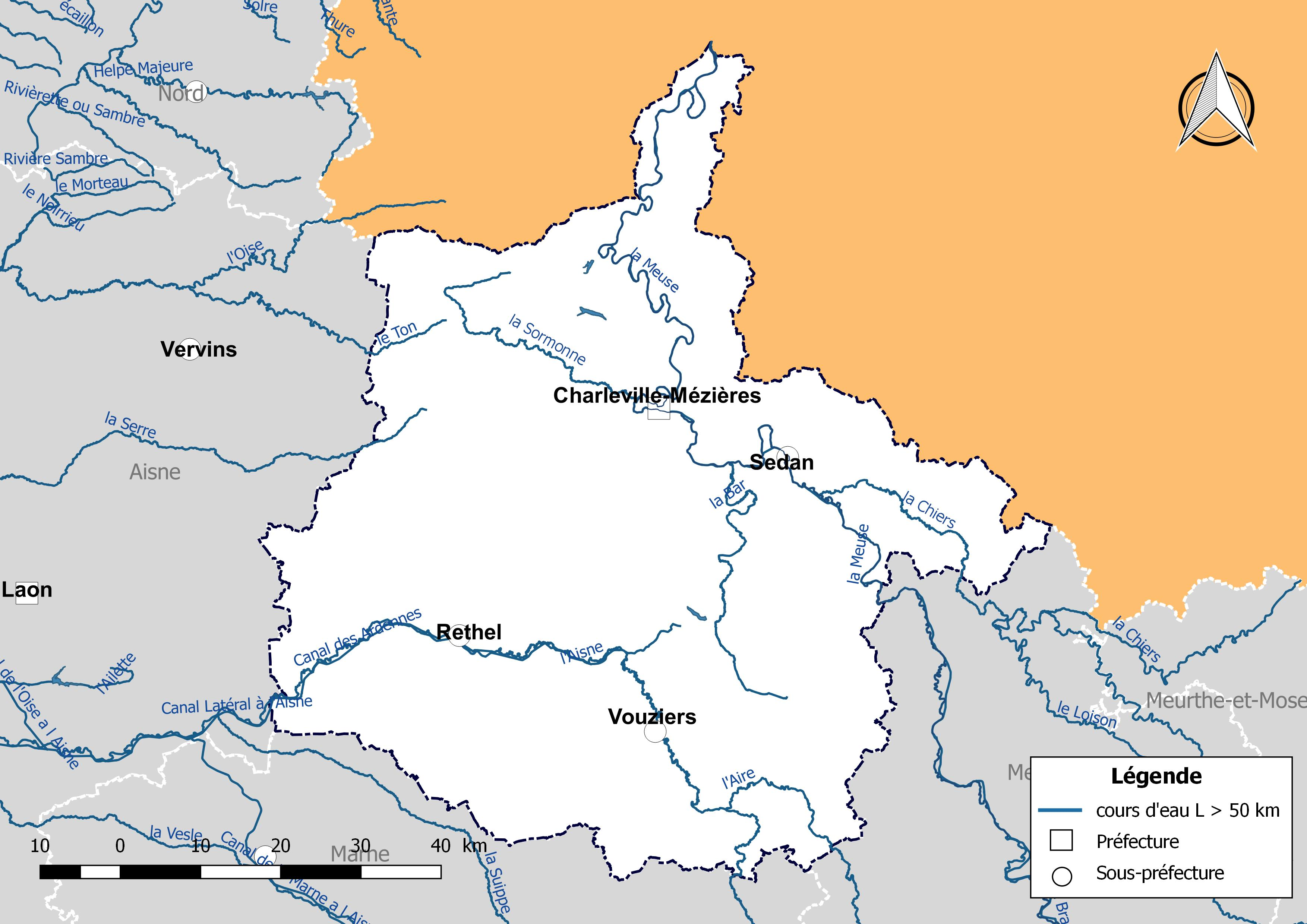
Carte des cours d'eau de longueur supérieure à 50 km drainant le département des Ardennes.

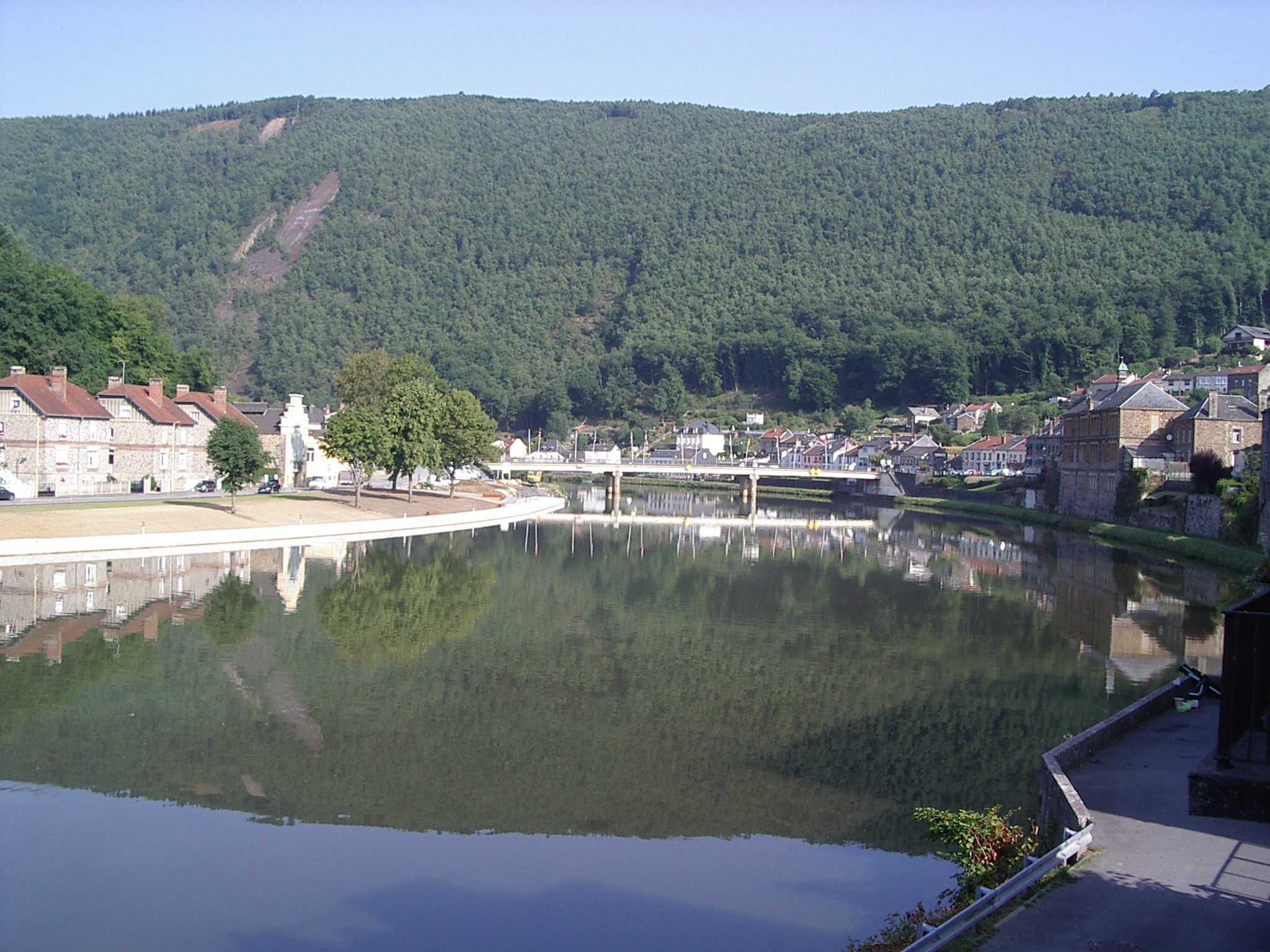
La Meuse à Monthermé.

Liste des fleuves, rivières et autres cours d'eau qui parcourent en partie ou en totalité le département des Ardennes. La liste présente les cours d'eau, généralement de plus de 10 km de longueur sauf exceptions, par ordre alphabétique, par fleuves et bassin versant, par station hydrologique, puis par organisme gestionnaire ou organisme de bassin.

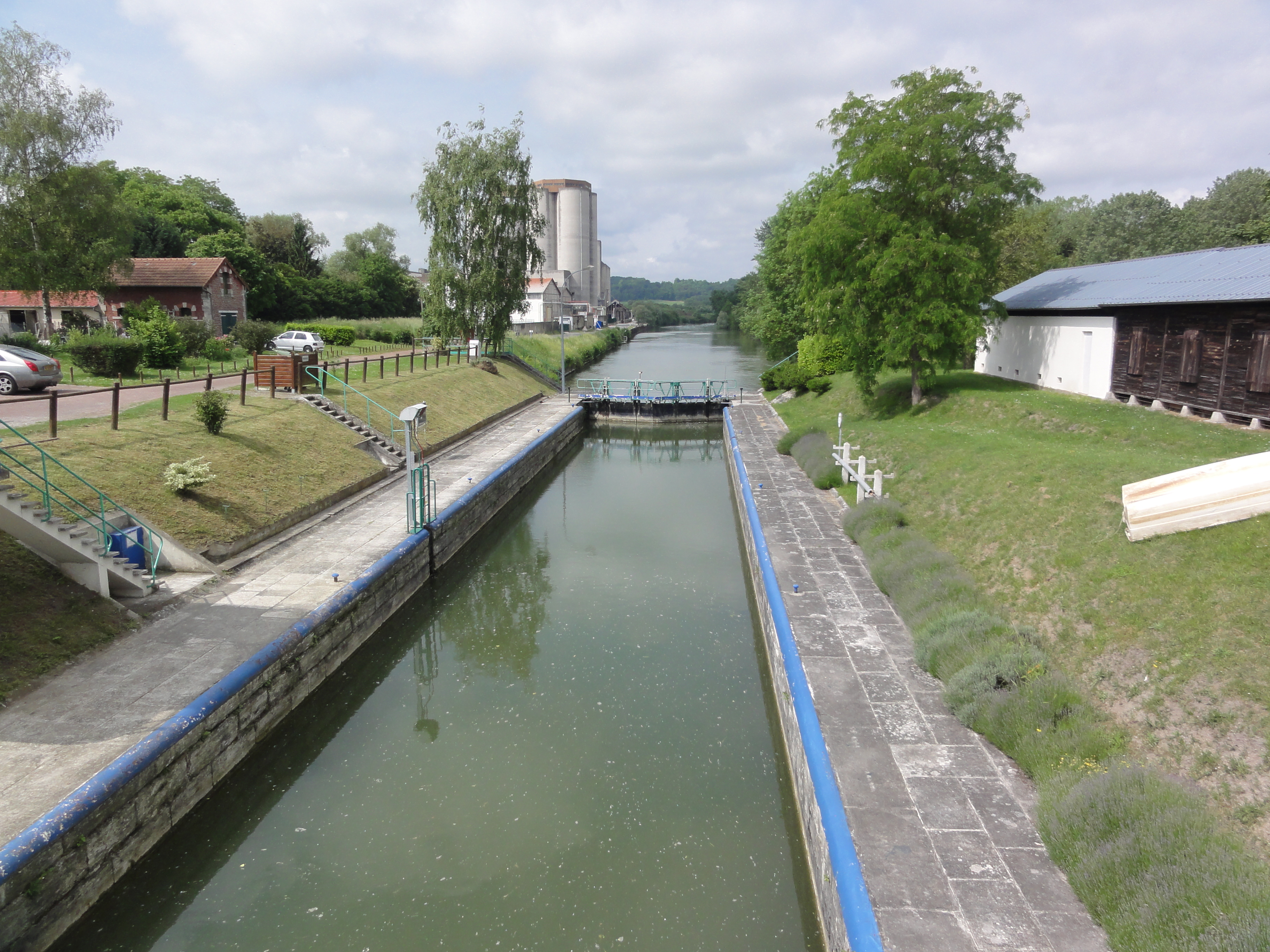
L'Aisne canalisée, à Vic-sur-Aisne : écluse nr 12

## Classement par ordre alphabétique

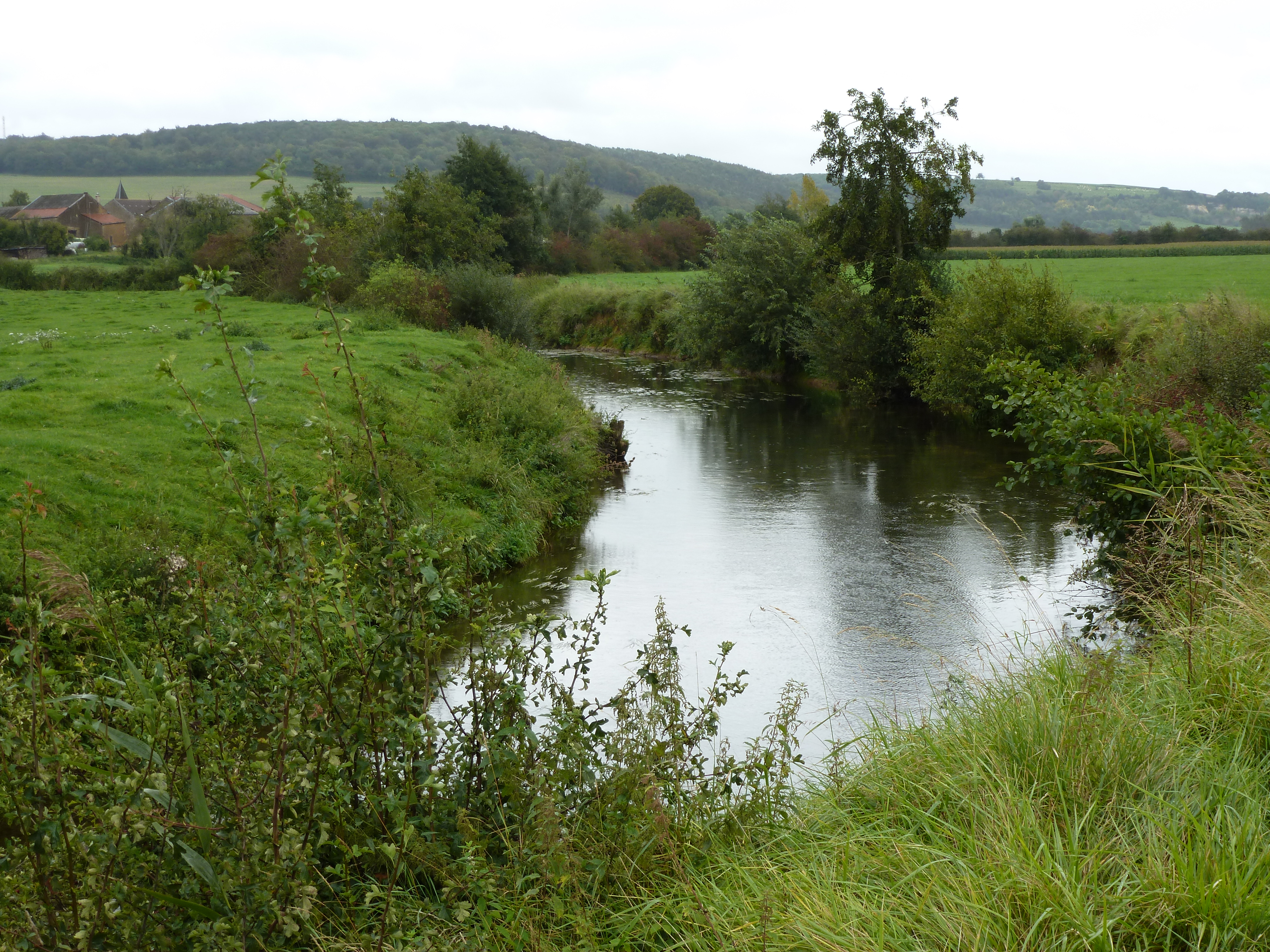
La Bar à Connage

- Agron[S 1], Aire[S 2], Aisne[S 3], Alyse[S 4], Arnes[S 5], Aube[S 6], Audry[S 7], Aulnois[S 8]
- Bairon[S 9], Bar[S 10], Bièvre[S 11]
- Canal des Ardennes[S 12], Canal latéral à l'Aisne[S 13], Chiers[S 14], Claire[S 15]
- Dormoise[S 16], Doumely[S 17], Draize[S 18]
- Eau Noire[S 19], Ennemane[S 20]
- Faux[S 21], Foivre[S 22]
- Givonne[S 23], Gland[S 24], Goutelle[S 25]
- Houille[S 26], Hulle[S 27], Hurtaut[S 28]
- Indre[S 29]
- Marche[S 30], Matton[S 31], Meuse[S 32]
- Petit Gland[S 33], Plumion[S 34]
- Retourne[S 35], Ruisseau des Rejets[S 36], Ruisseau Riz de France[S 37]
- Ruisseau de Saint-Georges[S 38], Saint-Jean[S 39], Ruisseau de Saint-Lambert[S 40], Ruisseau de Saulces[S 41], Semois[S 42], Serre[S 43], Sormonne[S 44]
- Thin[S 45], Thon[S 46]
- Vaux[S 47], Vence[S 48], Viroin[S 19], Vrigne[S 49]
- Wame[S 50], Wartoise[S 51], Wiseppe[S 52]
- Yoncq[S 53],[1]

## Classement par fleuve et bassin versant

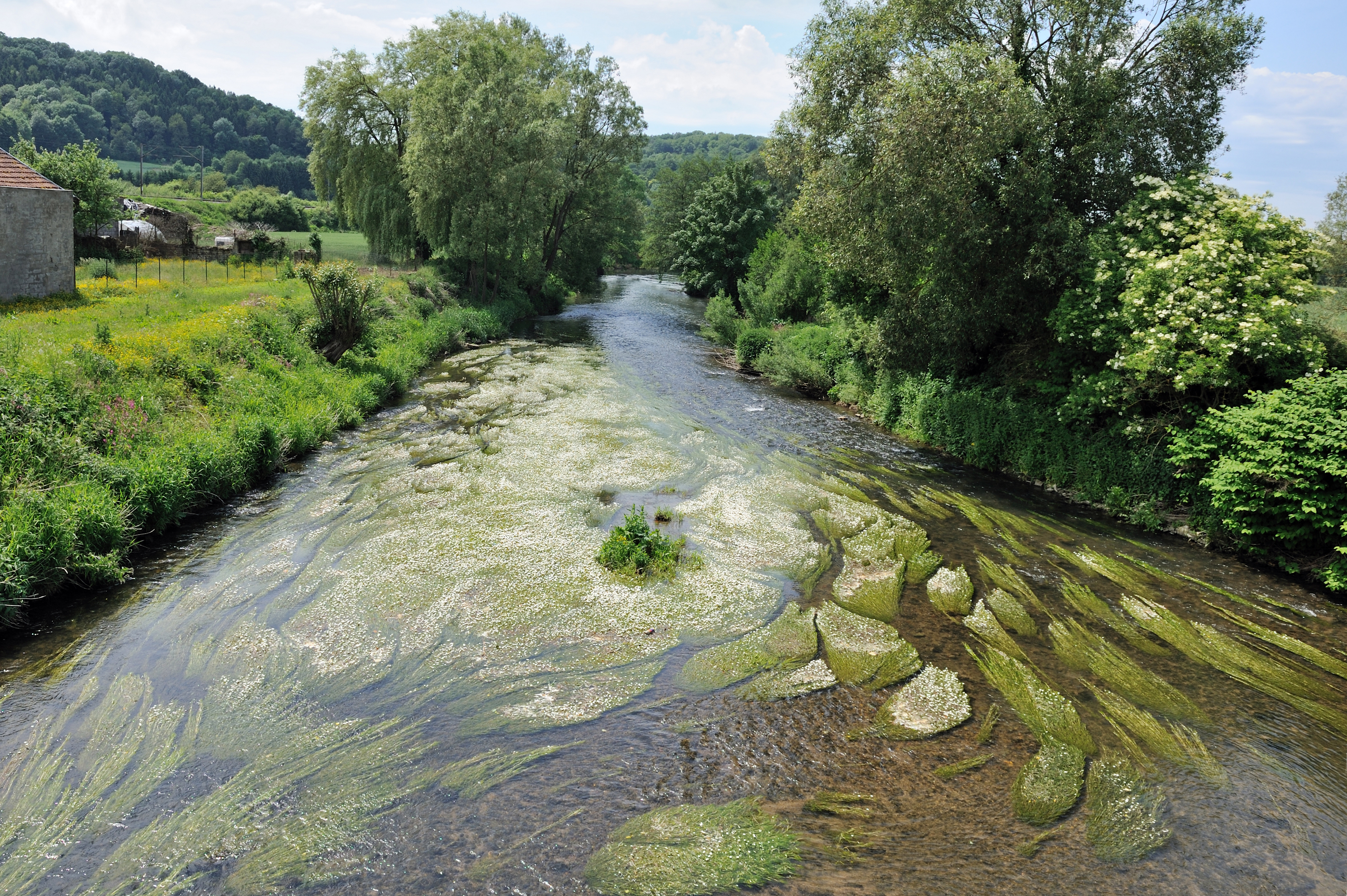
La Chiers à Charency-Vezin en Meurthe-et-Moselle.

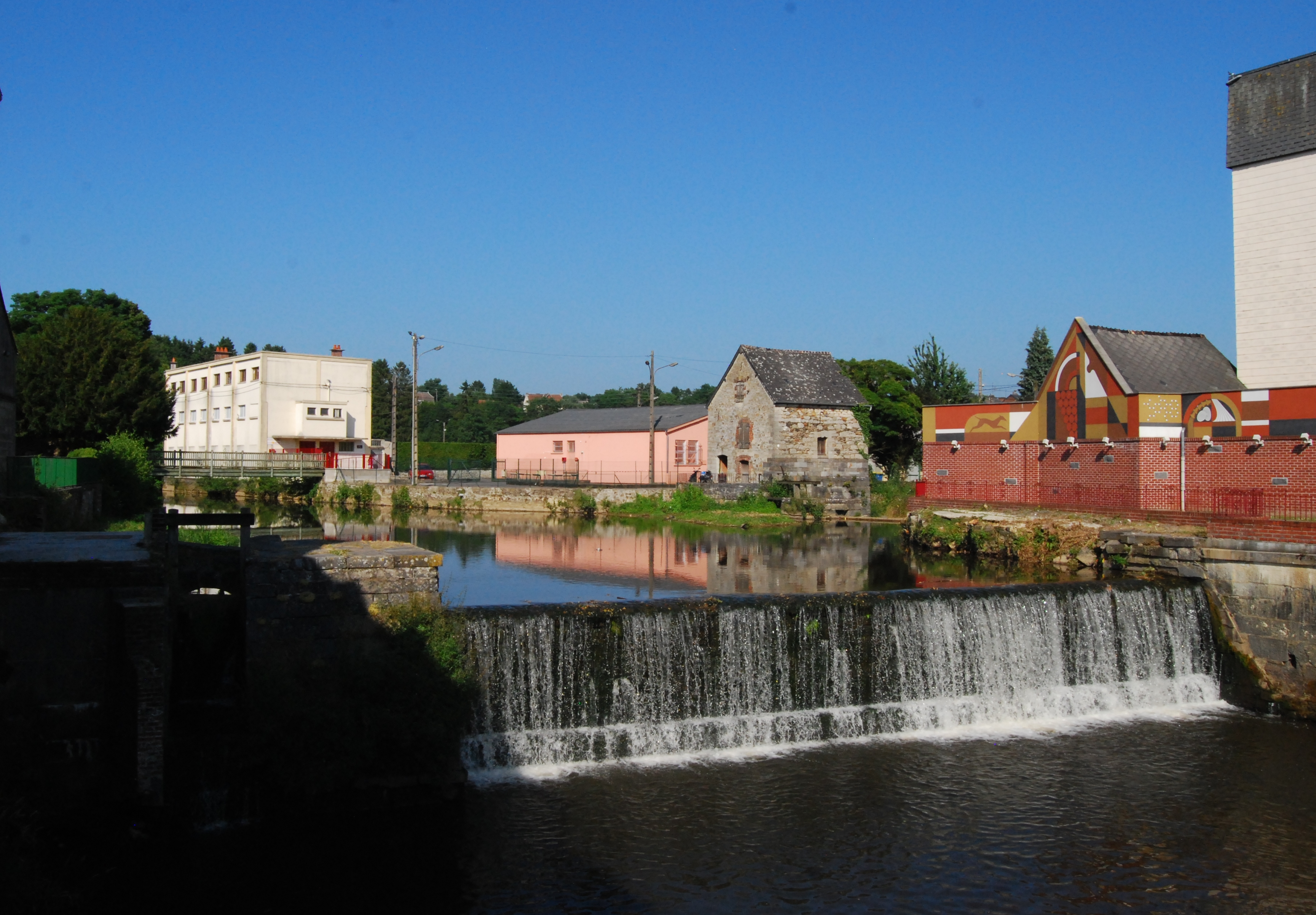
Chute d'eau sur le Gland à Hirson.

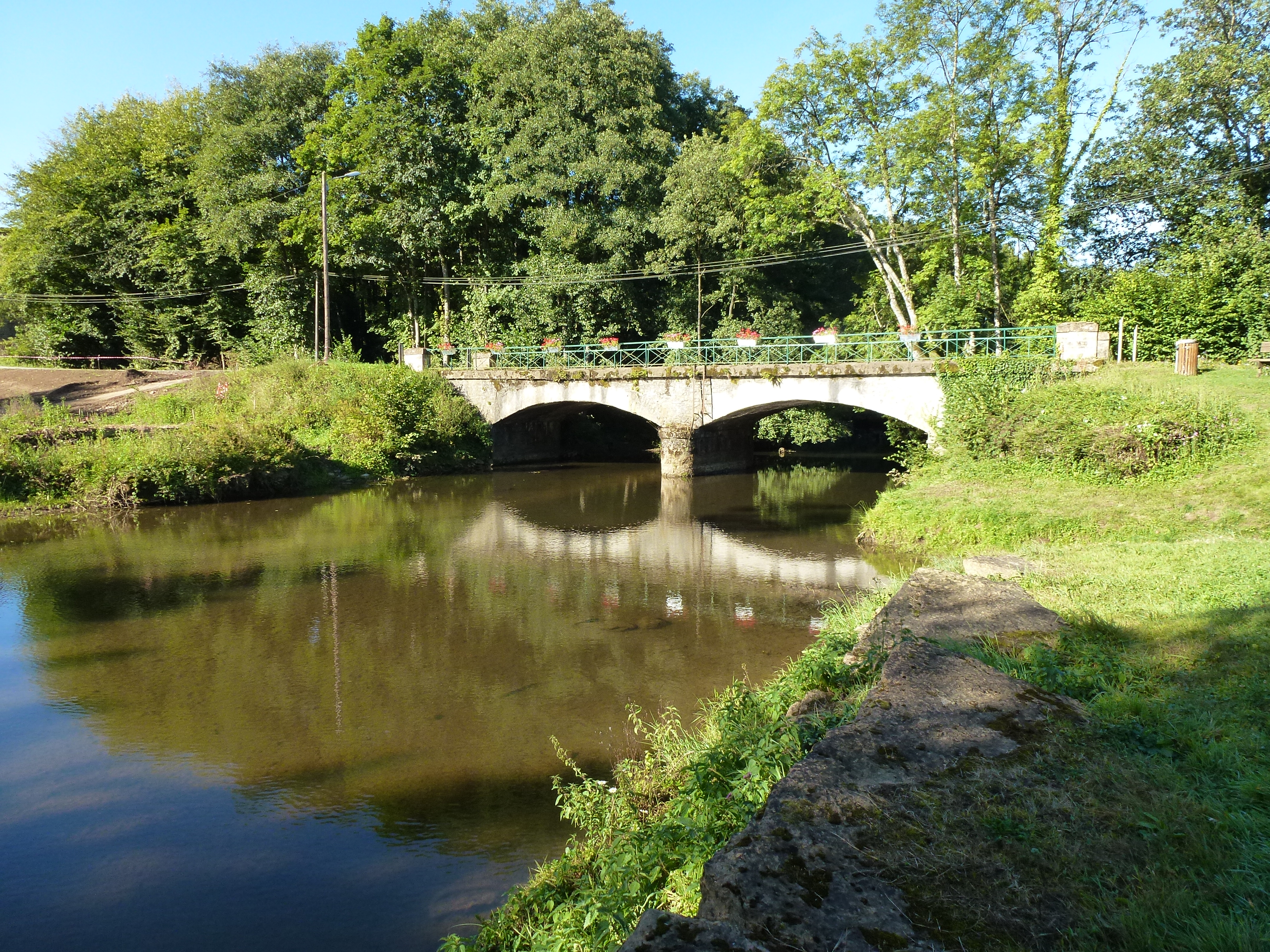
Pont sur la Sormonne à Murtin-et-Bogny.

Les cours d'eau des Ardennes appartiennent aux deux bassins versants de la Meuse et de la Seine :
- la Seine, 777 km[S 54]
  - l'Oise (rd), 341,1 km[S 55]
    - L'Aisne (rg), 355,9 km[S 3]
      - L'Aire (rd), 125,6 km[S 2]
        - L'Agron (rd), 24,4 km[S 1]
          - le Ruisseau de Saint-Georges (r?), 6,7 km[S 38]

      - le canal des Ardennes, 30 km[S 12]
      - le canal latéral à l'Aisne, 52,5 km[S 13]
      - La Dormoise (rg), 17,2 km[S 16]
      - La Foivre (rd), 21,7 km[S 22]
      - L'Indre (rg), 13 km[S 29]
      - Le ruisseau de Saint-Lambert (rd), 21,1 km[S 40]
      - La Saulces (rd), 29,5 km[S 41]
      - La Suippe (rg), 81,7 km[S 56]
        - l'Arnes (rd), 12,4 km[S 5]

      - la Retourne (rg), 45,4 km[S 35]
      - la Vaux (rd), 37,7 km[S 47]
        - le Doumely (rd), 12,5 km[S 17]
        - la Draize (rd), 17,6 km[S 18]
        - le Plumion (rg), 24,1 km[S 34]

    - Le Gland (rg), 36,7 km[S 24]
      - Le Petit Gland (rg), 29 km[S 33]
      - la Wartoise (rd), 19,3 km[S 51]

    - La Serre (rg), 95,9 km[S 43]
      - Le Hurtaut (rg), 38,1 km[S 28]

    - Le Thon (rg), 56,3 km[S 46]
      - L'Aube (rg), 18,2 km[S 6]
- la Meuse, 950 km[réf. nécessaire] dont 486 km en France[S 32]
  - l'Alyse (rg), 9,2 km[S 4]
  - la Bar (rg), 61,6 km[S 10]
    - le Bairon (rg), 24,5 km[S 9]
    - la Bièvre (rd), 11,8 km[S 11]

  - la Chiers (rd), 127 km[S 14]
    - la Marche (rd), 18,5 km dont 15,9 km en France[S 30]
    - l'Aulnois (rd), 18 km dont 7,5 km en France[S 8]
      - le Matton (rg), 7,9 km[S 31]

  - l'Ennemane (rg), 11 km[S 20]
  - la Faux (rg), 19,4 km[S 21]
  - la Givonne (rg), 16,1 km[S 23]
  - la Goutelle (rd), 12,3 km[S 25]
  - la Houille (rd), 25 km[S 26]
    - la Hulle (rg), 12 km dont 6,8 km en France[S 27]

  - le Ruisseau des Rejets (rg), 8,6 km[S 36]
  - la Semoy (rd), 210 km dont 23,6 km en France[S 42]
    - lea Saint-Jean (rd), 6,8 km en France[S 39]

  - la Sormonne (rg), 56,4 km[S 44]
    - l'Audry (rd), 19,9 km[S 7]
    - le Thin (rd), 22,2 km[S 45]

  - la Vence (rg), 32,6 km[S 48],
  - le Viroin (rd), 22 km[S 19],
    - l'Eau Noire, 42 km[S 19],
    - le Ruisseau Riz de France, 3,2 km[S 37],

  - la Vrigne (rd), 16,5 km[S 49]
    - la Claire (rg), 8,5 km[S 15]

  - la Wame (rg), 10 km[S 50]
  - la Wiseppe (rg), 22,3 km[S 52]
  - le Yoncq (rg), 17,4 km[S 53]

## Hydrologie oustation hydrologique

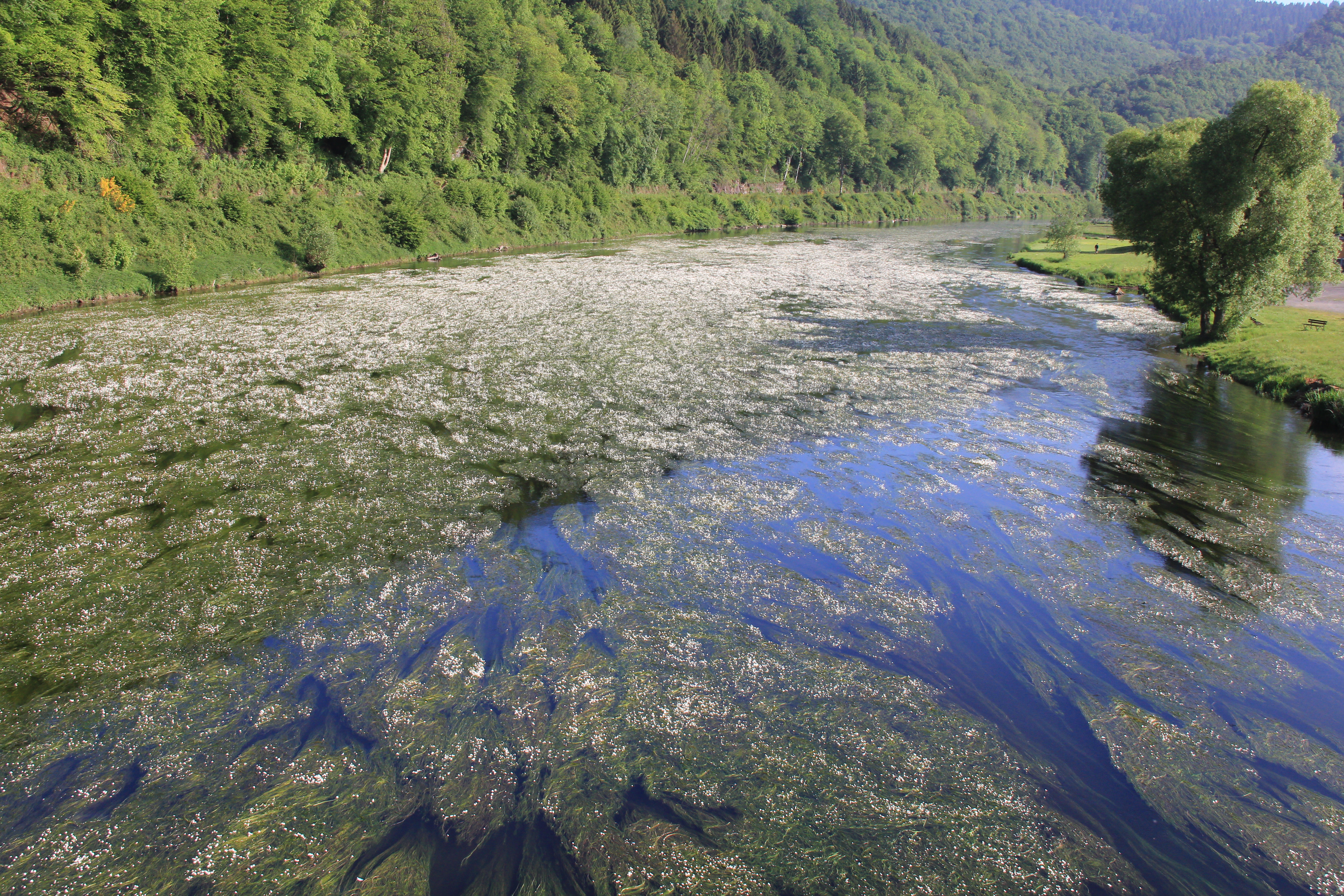
La Semois fleurie à Thilay.

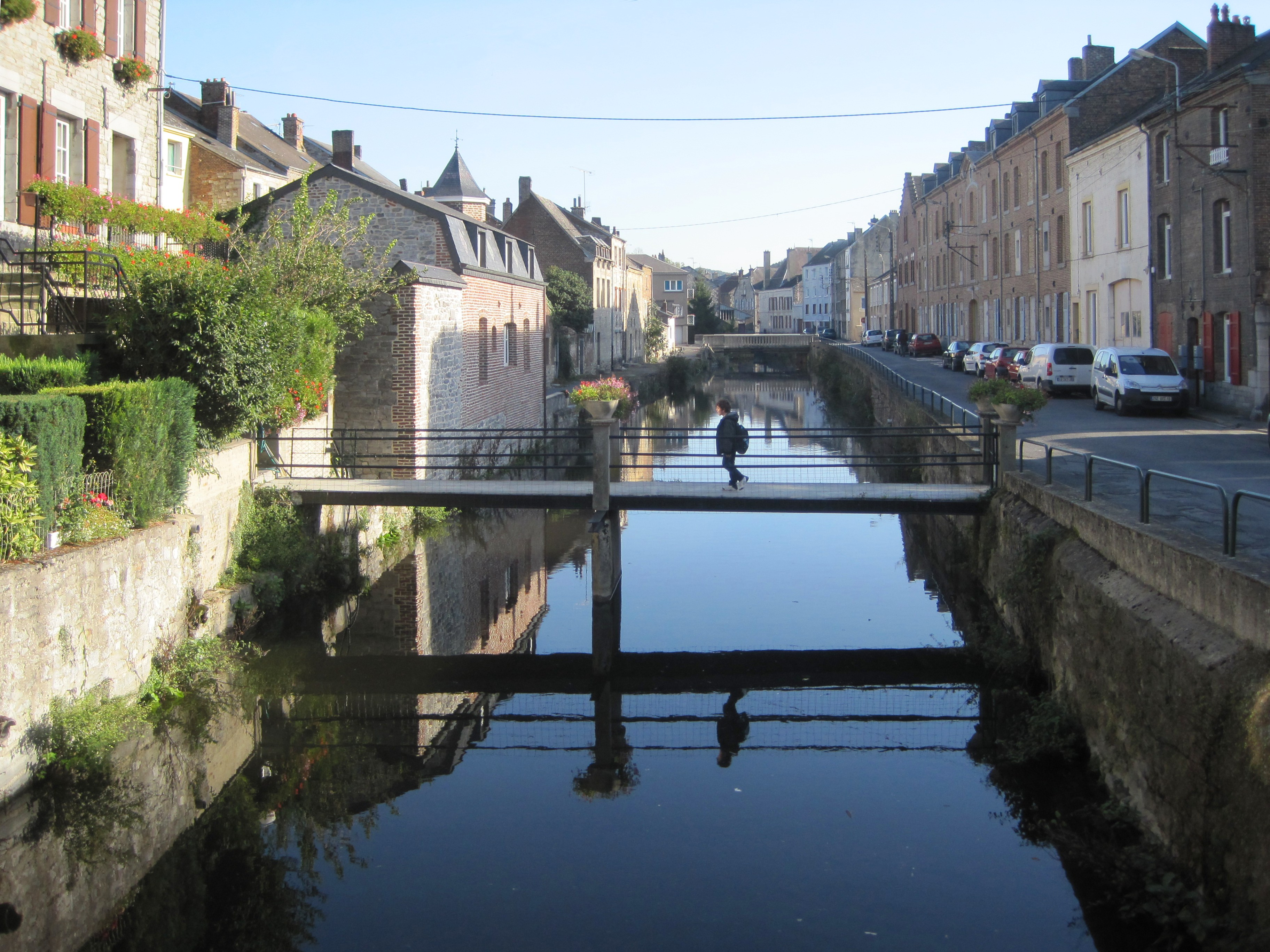
Quai de la Houille à Givet.

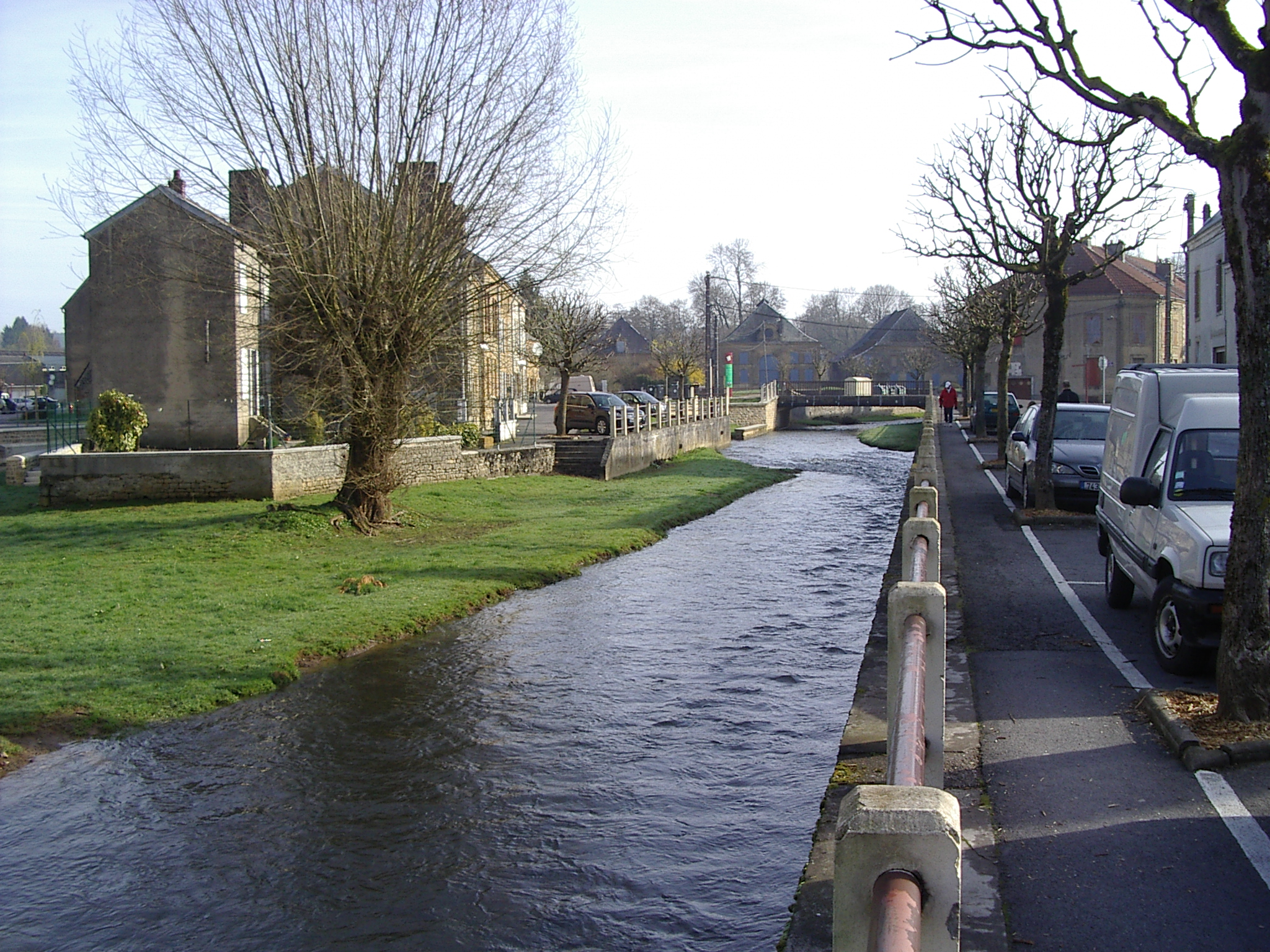
La Vrigne à Vrigne-aux-Bois.

la Banque Hydro a référencé les cours d'eau suivants : 
- L'Agron à :
  - Champigneulle[BH 1], Verpel[BH 2]
- L'Aire à Chevières[BH 3]
- L'Aisne à :
  - Mouron[BH 4], Vouziers[BH 5], Rilly-sur-Aisne[BH 6], Givry[BH 7], Biermes[BH 8], Asfeld[BH 9]
- La Bar à Cheveuges[BH 10]
- la Chiers à :
  - Carignan[BH 11], Brévilly (chiers)[BH 12]
- La Draize à Justine-Herbigny[BH 13]
- La Houille à Landrichamps[BH 14]
- La Meuse à :
  - Sedan[BH 15], Charleville-Mézières[BH 16], Montcy-Notre-Dame[BH 17], Monthermé [hauteur][BH 18], Monthermé [débitmètre][BH 19], Aiglemont[BH 20], Chooz [Trou du Diable][BH 21], Chooz [Ile Graviat][BH 22]
- La Retourne à :
  - Poilcourt-Sydney[BH 23], Houdilcourt[BH 24], Saint-Remy-le-Petit[BH 25]
- La Semoy à Haulmé[BH 26]
- La Sormonne à Belval[BH 27]
- La Vaux à :
  - Barby[BH 28],* Écly[BH 29]
- La Vence à la Francheville[BH 30]
- La Vrigne à Vrigne-aux-Bois[BH 31]

## Organisme de bassinou organisme gestionnaire

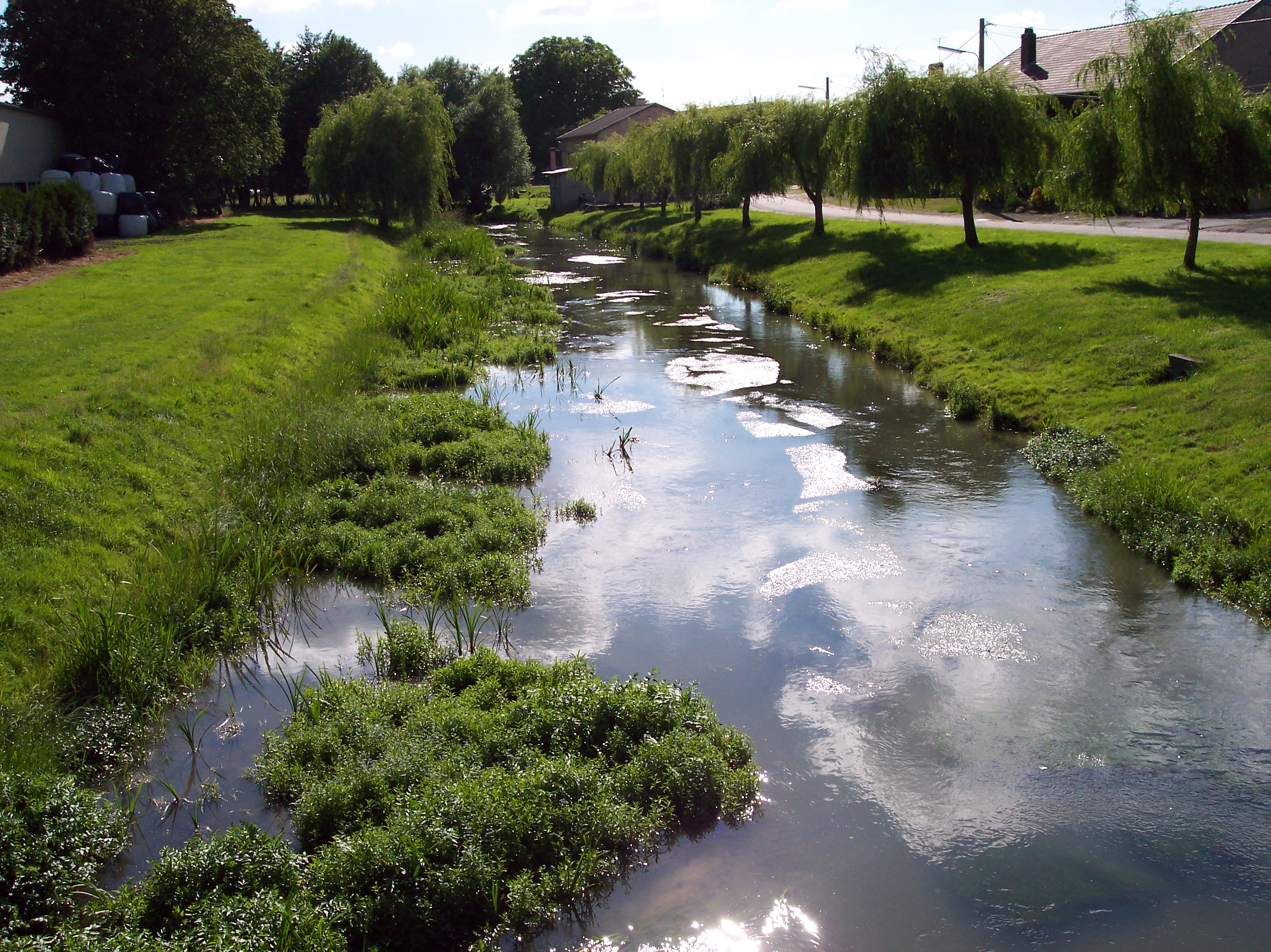
La rivière Wiseppe à Wiseppe

- l'EPTB Entente Oise-Aisne, reconnue EPTB depuis le 15 avril 2010, sis à Compiègne[2].
- l'EPTB EPAMA Etablissement public d'Aménagement de la Meuse et de ses affluents[3]
- le SIETAV ou Syndicat Intercommunal d’Etudes et de Travaux pour l’Aménagement de la Vence dont le siège se situe à la mairie de Boulzicourt[4].
- le SIAC ou syndicat intercommunal d'Aménagement de la Chiers et de ses affluents, sis à Longuyon[5].
- le SIGBVOA ou syndicat intercommunal pour la gestion du bassin versant de l'Oise Amont, créé le 26 mars 1981, de structure juridique SIVU, et sis à Étréaupont[6].
- Le SM3A ou syndicat mixte d'Aménagement de l'Aire et de ses affluents[7]